# Jay Baruchel
Jonathan Saunders Baruchel, plus connu sous le surnom de Jay Baruchel, né le 9 avril 1982 à Ottawa, au Canada, est un acteur, producteur et scénariste canadien.

## Biographie
Jay Baruchel est né à Ottawa. Sa mère Robyne est écrivaine, son père Serge, vendeur d'antiquités. Il a grandi et vit à Montréal, dans le quartier Notre-Dame-de-Grâce, dans la province de Québec au Canada jusqu’en 2015. Il a également une sœur plus jeune, Taylor. Son père tient ses origines de juifs séfarades et de Canadiens français, tandis que sa mère a des origines catholiques irlandaises. Il se définit comme étant « probablement agnostique »,.
En 2022, il joue aux côtés d'Arnold Schwarzenegger dans la série Fubar de Netflix.

## Vie privée
Baruchel est un fan des Canadiens de Montréal, une équipe professionnelle de hockey sur glace. Il a aussi un tatouage représentant une feuille d'érable sur son muscle pectoral gauche qu'il est possible d'apercevoir dans Fanboys et dans En cloque, mode d'emploi.
De 2010 à 2013 Jay était fiancé à l'actrice canadienne Alison Pill.
En 2015, il décida de s'installer à Toronto tout en gardant un pied-à-terre à Notre-Dame-de-Grâce.

## Filmographie

### Cinéma

#### Films
- 1999 : Who Gets the House? : Jonathan
- 2000 : Presque célèbre (Almost Famous) de Cameron Crowe : Vic Munoz
- 2002 : Les Lois de l'attraction (The Rules of Attraction) : Harry
- 2003 : Nemesis Game : Jeremy Curran
- 2004 : Million Dollar Baby de Clint Eastwood : Danger Barch
- 2005 : Fetching Cody : Art
- 2006 : I'm Reed Fish : Reed Fish
- 2007 : En cloque, mode d'emploi (Knocked Up) de Judd Apatow : Jay
- 2007 : Jeunes Mariés (Just Buried) : Oliver Whynacht
- 2008 : Une nuit à New York (Nick and Norah's Infinite Playlist) : Tal
- 2008 : Tonnerre sous les tropiques (Tropic Thunder) de Ben Stiller : Kevin Sandusky, le jeune comédien aux côtés de Tug et Kirk
- 2009 : Fanboys : Windows
- 2009 : La Nuit au musée 2 (Night at the Museum : Battle of the Smithsonian) de Shawn Levy : le marin Joey Motorola
- 2010 : L'Apprenti sorcier (The Sorcerer's Apprentice) de Jon Turteltaub : Dave Stutler
- 2010 : The Trotsky : Leon
- 2010 : Trop belle ! (She's Out of My League) : Kirk
- 2010 : Good Neighbours : Victor
- 2011 : Fight Games (Goon) : Pat Houlihan
- 2012 : Cosmopolis : Shiner
- 2013 : C'est la fin (This Is the End) de Seth Rogen et Evan Goldberg : lui-même
- 2013 : The Art of the Steal de Jonathan Sobol : Francie Tobin
- 2014 : Robocop de José Padilha : Pope
- 2014 : Don Peyote de Dan Fogler et Michael Canzoniero
- 2017 : Goon: Last of the Enforcers de lui-même : Patrick « Pat » Hooolihan
- 2019 : Un hiver à New York (The Kindness of Strangers) de Lone Scherfig : John Peter
- 2023 : BlackBerry de Matt Johnson : Mike Lazaridis
- 2024 : Humane de Caitlin Cronenberg : Jared York

#### Films d'animation
- 2010 : Dragons (How To Train Your Dragon) de Dean DeBlois et Chris Sanders : Harold (voix originale)
- 2014 : Dragons 2 (How To Train Your Dragon 2) : Harold (voix originale)
- 2019 : Dragons 3 : Le Monde caché (How to Train Your Dragon: The Hidden World) : Harold (voix originale)

### Télévision

#### Téléfilms
- 2002 : Matthew Blackheart: Monster Smasher : Jimmy Fleming

#### Séries télévisées
- 1990 : Fais-moi peur ! (saison 6, épisodes 4 : L'Histoire de la partie de dé et 9 : L'Histoire de l'ombre des coulisses)
- 1996 : My Hometown : Thomas Thompson
- 1997-2000 : Super Mécanix : Jay
- 2001 :  Les Années campus (Undeclared) de Judd Apatow : Steven Karp
- 2006 à 2007 :  Numbers : Oswald Kittner
- 2012 : Being Human : Stu
- 2015 : Man Seeking Woman : Josh Greenberg
- 2023 : FUBAR : Carter

### Comme producteur
- 2002 : Edgar and Jane (également scénariste, réalisateur, monteur et directeur de la photographie)
- 2011 : Fight Games (également scénariste)
- 2013 : C'est la fin
- 2015 : The 10 O'Clock People

## Distinctions

### Récompenses
- 2010 : Annie Award du meilleur acteur de doublage pour le rôle de Harold dans Dragons

## Voix françaises
En France, Donald Reignoux est la voix française régulière de Jay Baruchel. 
Au Québec, Nicholas Savard L'Herbier est la voix québécoise régulière de l'acteur. Xavier Dolan l'a doublé à quatre reprises.
En France
| - Donald Reignoux dans : - Les Années campus (série télévisée) - Tonnerre sous les tropiques - Trop belle ! - Dragons (voix) - L'Apprenti sorcier - Dragons : Par-delà les rives (voix) - The Art of the Steal - RoboCop - Dragons 2 (voix) - Goon: Last of the Enforcers - Dragons 3 : Le Monde caché (voix) - Fubar (série télévisée) - BlackBerry - Humanité | Et aussi - Taric Mehani dans Presque célèbre (1er et 2e doublage) - Emmanuel Garijo dans Million Dollar Baby - Pascal Grull dans En cloque, mode d'emploi - Jean-Christophe Dollé dans Fanboys, - Pascal Nowak dans Une nuit à New York - Aurélien Ringelheim dans Fight Games - Yoann Sover dans Cosmopolis - Fabrice Trojani dans Being Human (série télévisée) - Antoine Schoumsky dans C'est la fin |

Au Québec
| - Nicholas Savard L'Herbier dans : - Grossesse surprise - Les Fans - Trop belle ! - Notre-Dame-de-Grâce - Goon : Dur à cuire - RoboCop - Goon : Le Dernier des durs à cuire - La bienveillance des inconnus - Random Acts of Violence (en) - BlackBerry - Humain - Xavier Dolan dans : - Le Trotski - Dragons (voix) - Dragons 2 (voix) - Dragons : Le monde caché (voix) | Et aussi - Philippe Martin dans La fille à un million de dollars - Hugolin Chevrette-Landesque dans L'Apprenti sorcier |